# Rainer Lueg
Rainer Lueg (* 1979) ist ein deutscher Ökonom. Er ist Universitätsprofessor für Betriebswirtschaftslehre (BWL) an der Universität Lüneburg und Inhaber der Professur für Controlling.

## Leben
Das Magazin Wirtschaftswoche führt Lueg als einen der 100 forschungsstärksten Betriebswirte aus dem deutschsprachigen Raum in den Zeiträumen 2014–2018 sowie 2016–2020 auf. Rainer Lueg arbeitete als Unternehmensberater bei der Strategieberatung McKinsey & Co., bevor er 2010 seine akademische Karriere an der Universität Aarhus in Dänemark weiter verfolgte. Er nahm während dieser Zeit Einladungen als Gastforscher an die NHH Norwegian School of Economics in Bergen sowie an die University of Edinburgh Business School an. Während der Zeit arbeitete er insbesondere zu den Themen Strategieumsetzung und nachhaltige Geschäftsmodelle und war ein Teil des internationalen Forschungsnetzwerks zu Pragmatic Constructivism. Nach einem angenommenen Ruf an die Syddansk Universitet (SDU) folgte er 2018 dem Ruf an die Leuphana. Der Universität Süddänemark ist er weiterhin als Gastprofessor verbunden. Rainer Lueg war Stipendiat der Studienstiftung des deutschen Volkes und ist Mitglied von Mensa in Deutschland.

## Wirken
Rainer Luegs Forschungsschwerpunkt ist die nachhaltige, wertoriente Unternehmenssteuerung. Seine Forschung zeigt, dass Unternehmen ihre Strategien erfolgreicher umsetzen, wenn die Belange aller relevanten Anspruchsgruppen eingebunden werden. Hierzu gehören u. a. Klimaschutz, soziale Teilhabe, Kundenrechte, Antidiskriminierung, sowie verantwortungsbewusste Führung und Rechenschaftspflicht gegenüber Aktionären. Seine Arbeit baut damit eine Brücke zwischen gesellschaftlicher Nachhaltigkeit und dem neoklassischen Shareholder-Value Ansatz. Seine Arbeiten wurden in international führen Fachzeitschriften veröffentlicht (z. B. Academy of Management Learning & Education, Accounting Forum, European Management Journal, International Journal of Operations and Production Management, Journal of Portfolio Management, Management Accounting Research und dem Scandinavian Journal of Management). Er war/ist Dozent in internationalen MBA Programmen, etwa an der Universität Aarhus, dem Karlsruhe Institute of Technology – Hector School of Management, und der Gdańsk University of Technology.

## Schriften (Auswahl)
- Y. D. Bouzzine, R. Lueg: The contagion effect of environmental violations: The case of Dieselgate in Germany. In: Business Strategy and the Environment. Band 29, Nr. 8, 2020, S. 3187–3202.
- Y. D. Bouzzine, R. Lueg: The reputation costs of executive misconduct accusations: Evidence from the #MeToo movement. In: Scandinavian Journal of Management. Band 38, Nr. 1, 2022, S. 101196.
- M. Burkert, R. Lueg: Differences in the sophistication of Value-based Management – The role of top executives. In: Management Accounting Research. Band 24, Nr. 1, 2013, S. 3–22.
- S. Halkjær, R. Lueg: The effect of specialization on operational performance: a mixed-methods natural experiment in Danish healthcare services. In: International Journal of Operations & Production Management. Band 37, Nr. 7, 2017, S. 822–839.
- K. Lueg, R. Lueg: Why do students choose English as a medium of instruction? A Bourdieusian perspective on the study strategies of non-native English speakers. In: Academy of Management Learning & Education. Band 14, Nr. 1, 2015, S. 5–30.
- R. Lueg, R. Pesheva: Corporate sustainability in the Nordic countries–The curvilinear effects on shareholder returns. In: Journal of Cleaner Production. 127962, 2021.
- R. Lueg, R. Radlach: Managing sustainable development with management control systems: a literature review. In: European Management Journal. Band 34, Nr. 2, 2016, S. 158–171.